# Deltochilum riehli
Deltochilum riehli är en skalbaggsart som beskrevs av Edgar von Harold 1868. Deltochilum riehli ingår i släktet Deltochilum och familjen bladhorningar. Inga underarter finns listade i Catalogue of Life.